# Petre Gongu
Petre Gongu (n. 21 septembrie 1949, Stoenești, județul Giurgiu) este un fost deputat român în legislatura 1990-1992, ales în județul Dolj pe listele partidului FSN. Petre Gongu este economist de profesie. În cadrul activității sale parlamentare, Petru Gongu a fost membru în grupurile parlamentare de prietenie cu Republica Elelnă, Regatul Thailanda, Regatul Spaniei, Republica Italiană, Mongolia, Republica Coreea, Canada și Republica Populară Chineză.